# Gaio Licinio Verre
Gaio Licinio Verre (in latino Gaius Licinius Verres; 115 a.C. circa – Marsiglia, 43 a.C.) è stato un politico e militare romano del I secolo a.C.
Fu questore della provincia della Gallia Cisalpina sotto il console Gneo Carbone, successivamente fu scelto dapprima come legatus e poi come vicequestore da Gneo Cornelio Dolabella, designato governatore della Cilicia, divenne poi pretore urbano ed infine propretore della provincia della Sicilia.

## Biografia
Gaio Licinio Verre era di origine gentilizia e probabilmente etrusca, e Cicerone ne delinea un ritratto di adolescente dissoluto. Iniziò il suo cursus honorum nell'84 a.C. come questore del console Gneo Carbone in Gallia Cisalpina. Nonostante fosse dedito a vizi ed incapace, Carbone fu prodigo con lui di benefici e favori, che ricambiò rubando del denaro e dandosi alla fuga. In seguito passò dalla parte di Silla sbarcato a Brindisi.
Qualche tempo dopo Gneo Cornelio Dolabella, designato governatore della Cilicia, lo scelse come legatus, e in seguito lo nominò vicequestore ma questo non bastò ad evitare che Verre lo tradisse. Nel 74 a.C. lo troviamo pretore urbano, ruolo in cui continuò la sua opera di saccheggio di templi e appropriazione di beni.

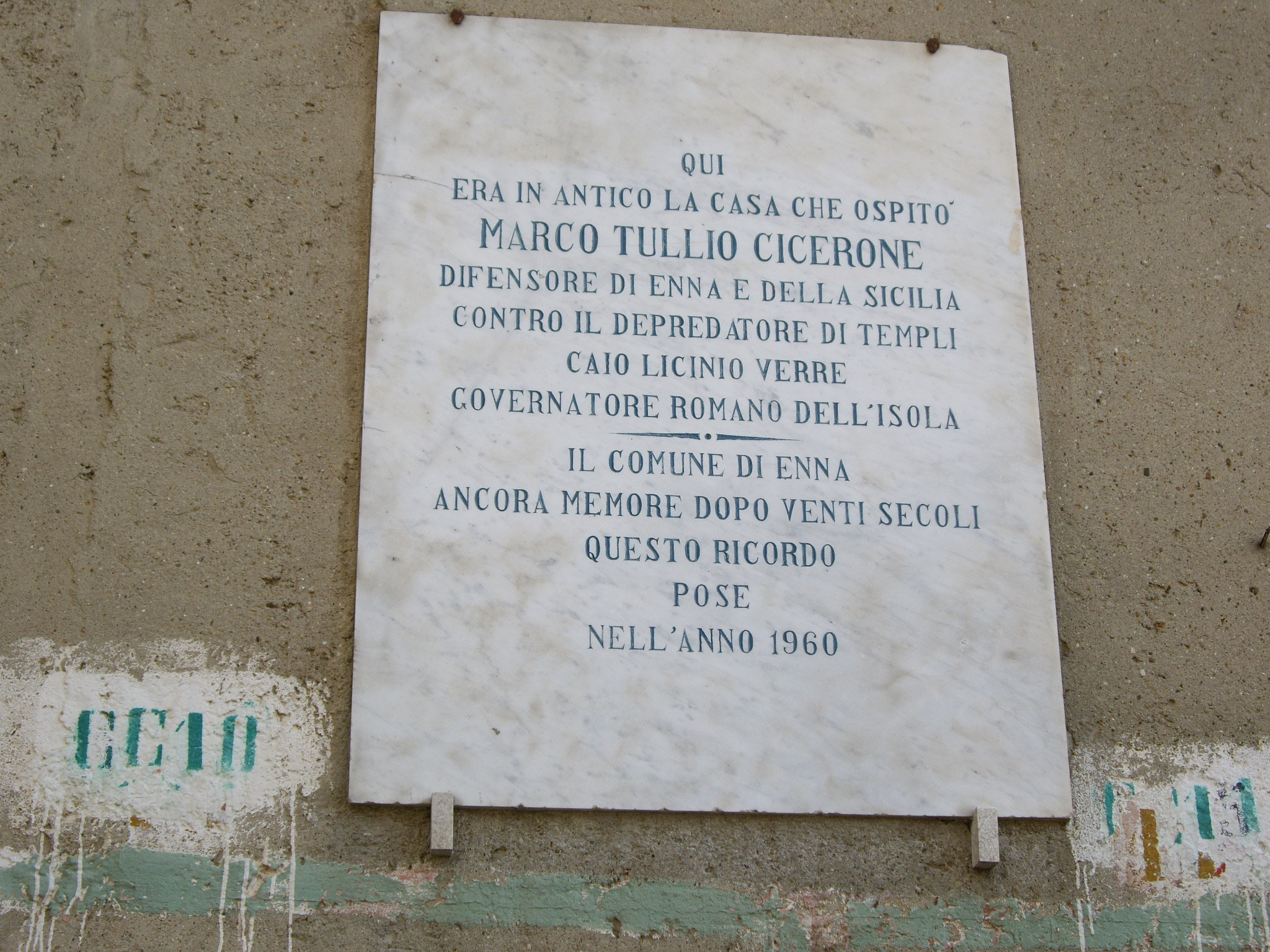
Targa commemorativa ad Enna

Dal 73 a.C. al 71 a.C. fu propretore della Sicilia, designato dal Senato, e quindi acquisisce potere di imperium: funzioni militari, amministrative, giurisdizionali. Il governo di una provincia aveva durata annuale, ma in particolari circostanze poteva essere esteso. Il suo successore per il 72 era Quinto Arrio, che però non poté raggiungere la Sicilia in quanto impegnato nella guerra contro Spartaco ( nella quale morì) e quindi Verre ottenne una proroga dell'incarico. Poiché inoltre a causa della guerra servile e delle insurrezioni nell'Italia meridionale la situazione militare era molto pericolosa, il Senato gli prorogò ancora l'incarico anche per il 71 a.C., allo scopo di affidargli la protezione dell'isola contro eventuali infiltrazioni di ribelli.
Durante il suo governo si macchiò di innumerevoli ingiustizie, allo scopo di accrescere il suo potere e le sue ricchezze personali. Compì concussioni, saccheggi e ruberie, pratiche piuttosto comuni nel periodo, per le quali, denunciato dai siciliani, subì un celebre processo a Roma nel quale Cicerone pronunciò contro di lui le orazioni denominate Verrine.
L'Actio secunda in Verrem testimonia l'importanza politica che il processo contro Verre ebbe per la situazione politica di Roma, portando alla ribalta uno dei problemi più gravi per gli ultimi cinquanta anni della Res Publica, quello della corruzione.
Infatti veri e propri atti di saccheggio erano piuttosto comuni da parte di pretori e propretori romani nella propria provincia, dettate dalla avidità di denaro, spesso impiegato a fini arrivistici per proseguire la carriera nel cursus honorum.
Cicerone chiese un risarcimento di cento milioni di sesterzi “secondo la legge” poi indica l'ammontare della somma estorta in quaranta milioni. Infine Verre sarà costretto a pagare solo tre milioni, dato che ormai era già in esilio. Infatti era andato in esilio volontario – secondo alcuni commentatori, ma senza indicazioni al riguardo nelle fonti antiche – a Marsiglia, dove trovò la morte nelle proscrizioni del secondo triumvirato.